# Kolhápur
Kolhápur (maráthsky कोल्हापुर, anglicky Kolhapur) je město v Maháráštře, svazovém státě na jihozápadě Indie. Je hlavním městem stejnojmenného okresu. K roku 2011 měl zhruba 550 tisíc obyvatel.

## Poloha a doprava
Kolhápur leží ve vnitrozemí u jihovýchodního okraje Maháráštry jen zhruba dvacet kilometrů severozápadně od hranice s Karnátakou. Jeho nadmořská výška je přibližně 560 metrů nad mořem.
Jihovýchodně od města leží místní letiště Kolhápur s každodenním leteckým spojením do Bombaje.

## Dějiny
V letech 1707–1949 byl Kolhápur hlavním městem stejnojmenného státu. Ten se stal jedním z knížecích států Britské Indie v roce 1818, kdy Maráthská říše prohrála válku s britským impériem.